# Strážov (Kuřívody)
Strážov (německy Strassdorf) je zaniklá osada v okrese Česká Lípa, v jižní části bývalého vojenského prostoru Ralsko, kvůli jehož založení zanikla. Ležela asi 4 km na západ od Kuřívod. Byla správně podřízena tehdejšímu městu Kuřívody. Původní zabrané katastrální území bylo Strážov, současné je Kuřívody v novodobém městě Ralsko.

## Popis

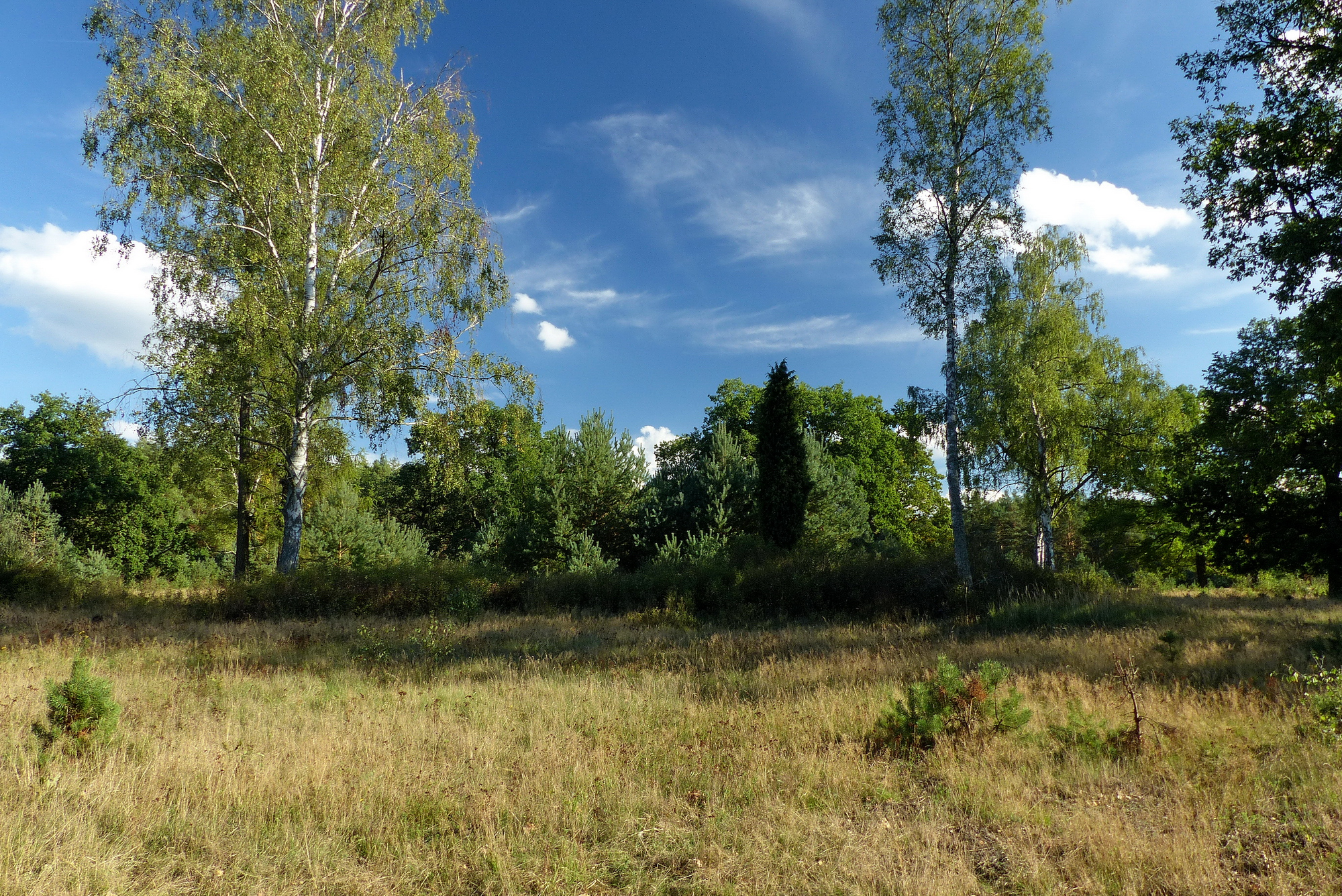
Místo, kde stával lovecký zámeček

Osadu tvořilo několik domů s hájovnami, smolárnou a s valdštejnským zámečkem. Stavby stály na mýtině uprostřed rozsáhlých lesů pod vrcholy Velké a Malé Bukové a těsně u Dubové hory (dříve nazývané i Nad Strážovem). Nestojí již žádná ze staveb, zachovaly se pouze sklepy, studna a velké duby uprostřed mýtiny. Valdštejnský zámeček byla patrová zděná budova, jež stála ještě na začátku 90. let 20. století. Slavil zde své narozeniny i Konrad Henlein.
V roce 1900 měl Strážov 13 domů a 51 obyvatel.
Při sčítání lidu v roce 1921 zde bylo 11 domů a žilo zde 38 obyvatel, z toho 31 Němců a 7 Čechů.

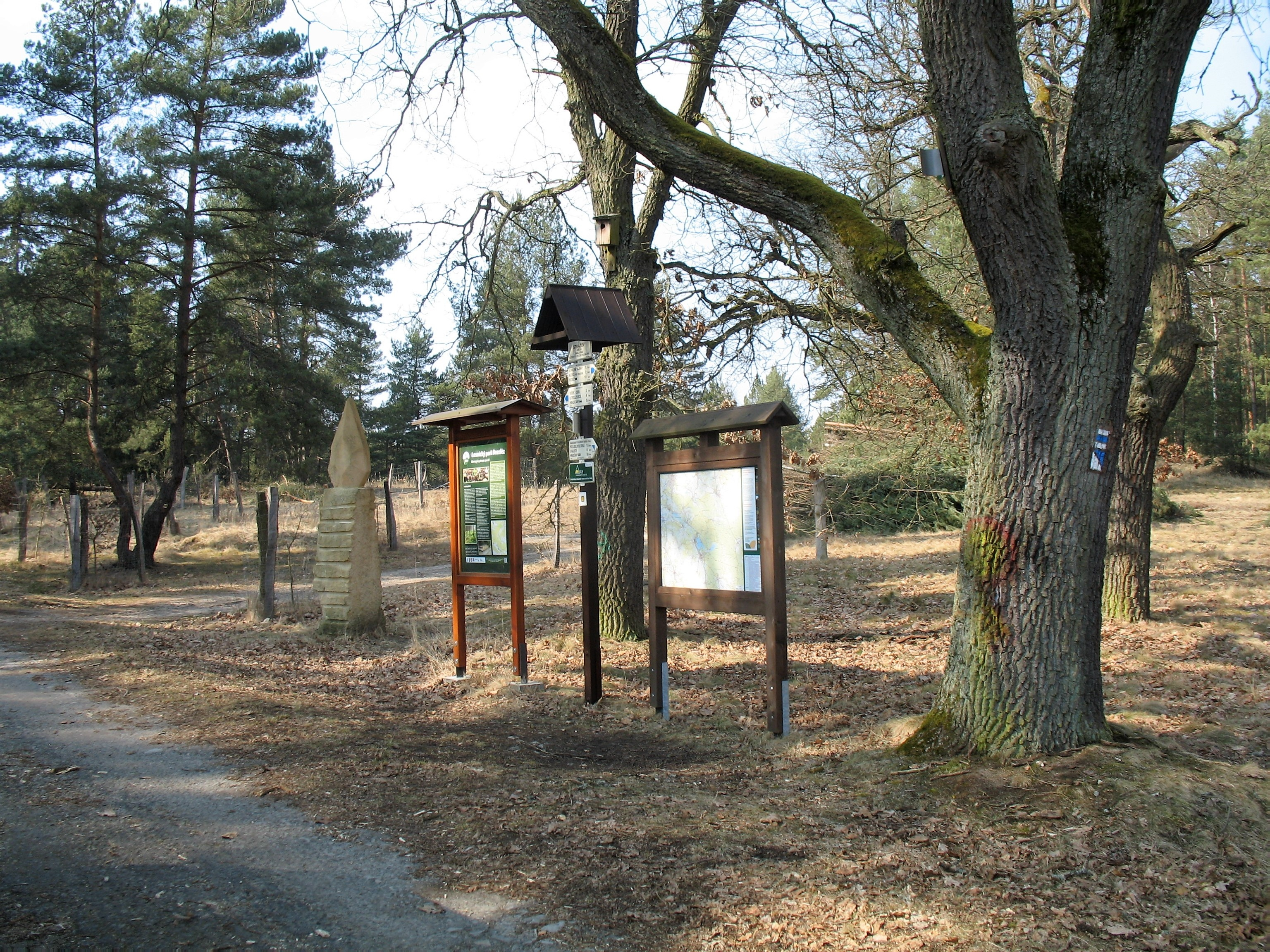
Informace pro návštěvníky u zastavení na místní geostezce Geoparku Ralsko

Na prostranství ústí lesní cesty z Bezdězu, z Kuřívod a Kummeru (Hradčan). Německé jméno osady vzniklo zkomolením slova „stráž“.
Vedla tudy strážní cesta z Bezdězu k Ralsku. Bývala zde i skelná huť a v milířích se pálilo dřevěné uhlí. Skelná huť byla dřevěná, s jednou pecí, koňskými maštalemi, pivním sklepem a krčmou. Kolem Strassdorfu založil Valdštejn v 18. století oboru o rozloze 3 406 ha, jejíž plot byl 30 km dlouhý, s revíry Kummer, Břehyně a Staré Splavy. Přes Strážov vedla i úzkorozchodná trať Rečkovská lesní dráha, byla zde vybudována výhybna a nákladiště. Přepravovala dřevo z Polomených hor do pily ve Velkém Rečkově poblíž Bakova nad Jizerou. Tato dráha byla v provozu od roku 1914 a zanikla po druhé světové válce. Zbyly po ní jen zarostlé náspy z kolejiště.
Vesnice byla pravděpodobně založena kolem roku 1679, kdy toto území přešlo z rukou benediktinského kláštera na Bezdězu k majiteli panství Doksy. Jako bezpečně činná je osada uváděna k roku 1727 s huťmistrem Janem Josefem Kittlem a huť zaniká na počátku 19. století.
Osada byla zlikvidována československou armádou operující ve vojenském prostoru Ralsko. Na bývalé sídlo ještě upomíná názvem Strážovský rybník, který je součástí přírodní rezervace Hradčanské rybníky, a také lesní silnice Strážovská cesta, která prochází jihozápadně od bývalé osady. Přímo v místě osady stojí turistické odpočívadlo.